# 久世庸夫

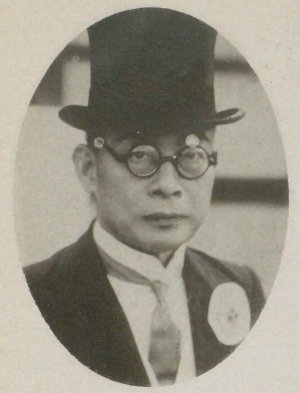
久世庸夫

久世 庸夫（くせ つねお、1876年（明治9年）6月15日 - 1945年（昭和20年）7月31日）は、日本の政治家・大蔵官僚。 第8,9,12,13代福岡市長。玄洋社社員。

## 経歴
福岡県福岡（現福岡市）出身。1894年福岡県立尋常中学修猷館を経て、1897年第五高等学校法科を首席で卒業、1900年東京帝国大学法科大学法律学科（独法）を首席で卒業し、高等文官試験行政科に合格して大蔵省理財局に入省。東大卒業時、修猷館・東大の4年後輩である後の首相広田弘毅に、自分の角帽を渡しており、広田は久世の優秀さにあやかろうと東大を卒業するまでこの角帽を被り続けている。
大蔵省では、那覇税務管理局長、東京税監局関税部長などを歴任するが、1903年に退官。日本生命保険に入社し、後に東京支店長、取締役を務めている。
1919年3月24日、第8代福岡市長に就任し、1924年5月29日まで2期を務める。1919年には九州帝国大学農学部の設置に尽力している。1925年からは福岡市議となり、第34代福岡市会議長にも選任されている。1928年2月、第16回衆議院議員総選挙に立憲民政党から立候補するも落選。
その後、博多株式取引所理事長などを務めた後、1930年6月17日、再び福岡市長（第12代）に就任。1938年1月21日まで2期を務め、博多港の大築港工事などを推進している。1940年からは福岡県議を務めている。
妻の申代は日本生命保険社長、衆議院議員を務めた片岡直温の二女。